# Alois Lugger (Politiker, 1912)

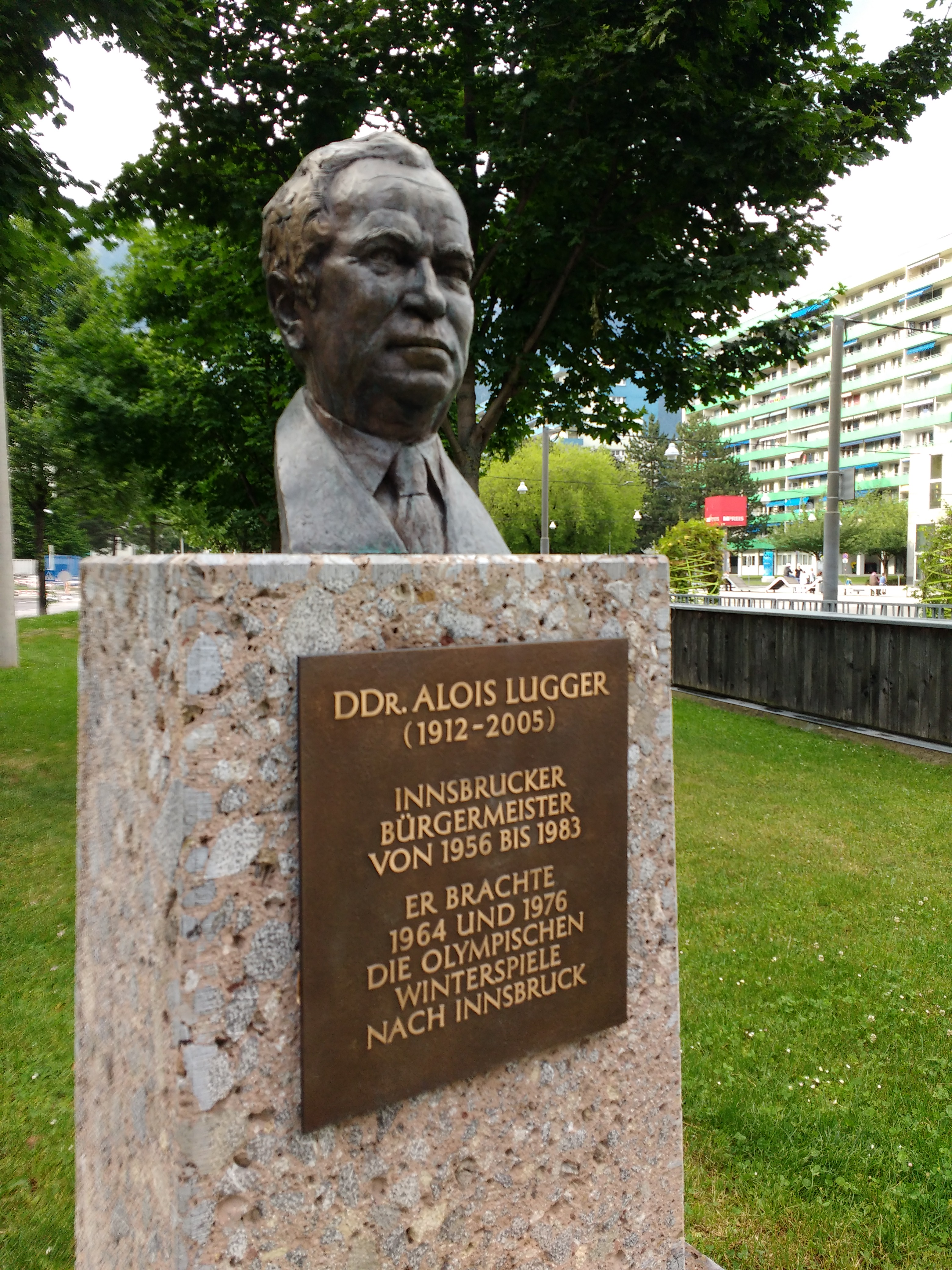
Von Helmut Millonig geschaffene Büste Alois Luggers im Olympischen Dorf in Innsbruck (2017)

Alois Franz Xaver Lugger (* 11. Juli 1912 in Brixen, Südtirol; † 11. August 2005 in Innsbruck) war ein österreichischer Politiker (ÖVP). Lugger war Bürgermeister der Stadt Innsbruck, Abgeordneter zum Tiroler Landtag sowie Landesrat in der Tiroler Landesregierung. 1974 kandidierte er erfolglos bei den Bundespräsidentenwahl.

## Leben
Alois Lugger wurde am 11. Juli 1912 als Sohn von Alois Lugger und dessen Ehefrau Paulina (geborene Reindl) in Brixen geboren und am 13. Juli 1912 auf den Namen Alois Franz Xaver getauft. Am 5. Mai 1921 wurde er in Kufstein gefirmt.
Nach der Matura am Gymnasium Kufstein studierte Lugger Jurisprudenz und Staatswissenschaft an der Universität Innsbruck und promovierte dort 1935 und 1936. Er wurde Sekretär von Josef Schumacher, Landeshauptmann von Tirol. 1938 wurde er aus politischen Gründen entlassen und erhielt ein Arbeitsverbot in der Ostmark. Am 21. August 1939 heiratete er in der Pfarrkirche St. Nikolaus in Innsbruck Aloisia Wilhelm.
Mit dem Anschluss Österreichs an Hitler-Deutschland wurde Alois Lugger aus politischen Gründen und damit mangels Eignung aus dem Landesdienst/Staatsdienst entlassen und mit einem Arbeitsverbot/Gauverbot im Reichsgau Tirol-Vorarlberg belegt. Seine befristete Anstellung bei den Saurer-Werken in Wien wurde bedingt eines Arbeitsverbotes in der Ostmark nicht verlängert. Er arbeitete daraufhin als Wirtschaftsjurist bei der Allgemeinen Elektricitäts-Gesellschaft in Berlin. 1940 wurde er zur Wehrmacht eingezogen und diente dort zuletzt als Leutnant bei der Flak.
Nach 1945 wurde er Beamter im Stadtmagistrat Innsbruck. Seine politische Laufbahn begann 1947 als Tiroler Landesrat. Diese Funktion übte er von 1947 bis 1949 und von 1953 bis 1954 aus. Von 1949 bis 1979 war er Tiroler Landtagsabgeordneter. 1965 folgte er Johann Obermoser als Präsident des Tiroler Landtags nach, das Amt hatte er bis 1979 inne. Von 1950 bis 1954 übte er die Funktion des Landesparteiobmannes der Tiroler Volkspartei aus.
Über 27 Jahre, von 1956 bis 1983, war er Innsbrucker Bürgermeister und holte in dieser Zeit zweimal, 1964 und 1976, die Olympischen Winterspiele in die Stadt. Im Jahr 1974 war er Bundespräsidentschaftskandidat der ÖVP, unterlag aber Rudolf Kirchschläger.
Sein großes Interesse galt seit Beginn seiner politischen Laufbahn der Entwicklung der Gemeinden und Städte in Europa. So wurde er Vizepräsident des Rates der Gemeinden Europas und 1968 bis 1970 Präsident der Europäischen Kommunalkonferenz.
Lugger war Mitglied der katholischen Studentenverbindung Cimbria Kufstein im MKV und der AV Austria Innsbruck im ÖCV. Lugger wurde am 20./21. November 1959 im Wiener Stephansdom in den Ritterorden vom Heiligen Grab zu Jerusalem investiert. Er war von 1968 bis 1989 Leitender Komtur der Grabesritter in Innsbruck.
Einer seiner Söhne ist Klaus Lugger.

## Anerkennungen
- 1959 Ritterschlag zum Ritter vom Heiligen Grab zu Jerusalem
- 1997 Anlässlich des 85. Geburtstags Luggers stifteten die Stadt Innsbruck und das Land Tirol den Kaiser-Maximilian-Preis als Europapreis für Regional- und Kommunalpolitik.
- 2009 DDr.-Alois-Lugger-Platz im Olympischen Dorf[8]
- 2010 Büste von Helmut Millonig mit Gedenktafel beim DDr.-Alois-Lugger-Platz.[9]